# Basilina (sacerdotisa)
Basilina o Basilinna (en idioma griego Βασιλίννα) era el título de la esposa del arconte basileus de la antigua Atenas. 
Durante las fiestas de Antesterias, el papel de dios Dioniso le correspondía al arconte basileo ateniense, y la basilina, la reina, es decir, la mujer del arconte rey, debía unirse a él en una ceremonia de boda sagrada o hierogamia. Era atendida por las gerarai, que en esa época llegaban a ser 14 venerables sacerdotisas.
Esto se hacía en recuerdo de lo sucedido en el mito de Teseo y Ariadna, en el que Teseo, (pronto iba a ser rey de Atenas) se había fugado con la princesa cretense Ariadna. Al poco tiempo, tras una serie de circunstancias, Dioniso la reclamó como suya, o bien Ariadna ya estaba prometida a Dioniso.
En cualquier caso, la basilina tendría un papel primordial en los ritos secretos con el título de reina, ya desde antiguo, del culto de Dioniso.